# Йостерокер (община)
Община Йостерокер (на шведски: Österåkers kommun) е разположена в лен Стокхолм, централна Швеция с обща площ 322 km2 и население 40 495 души (към 31 декември 2013). Административен център на община Йостерокер е град Окершберя.